# Adamov u Brna

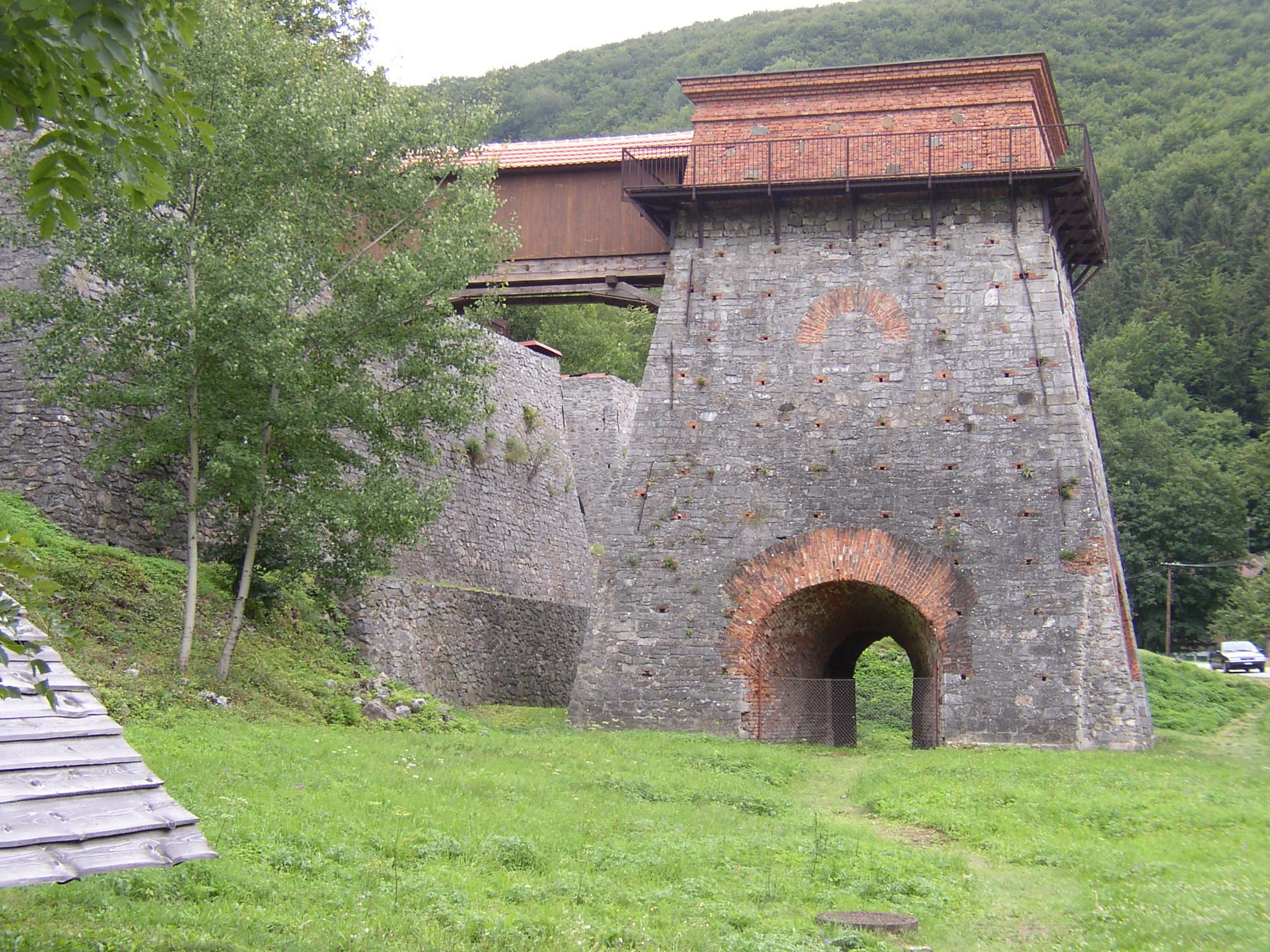
Alte Hütte

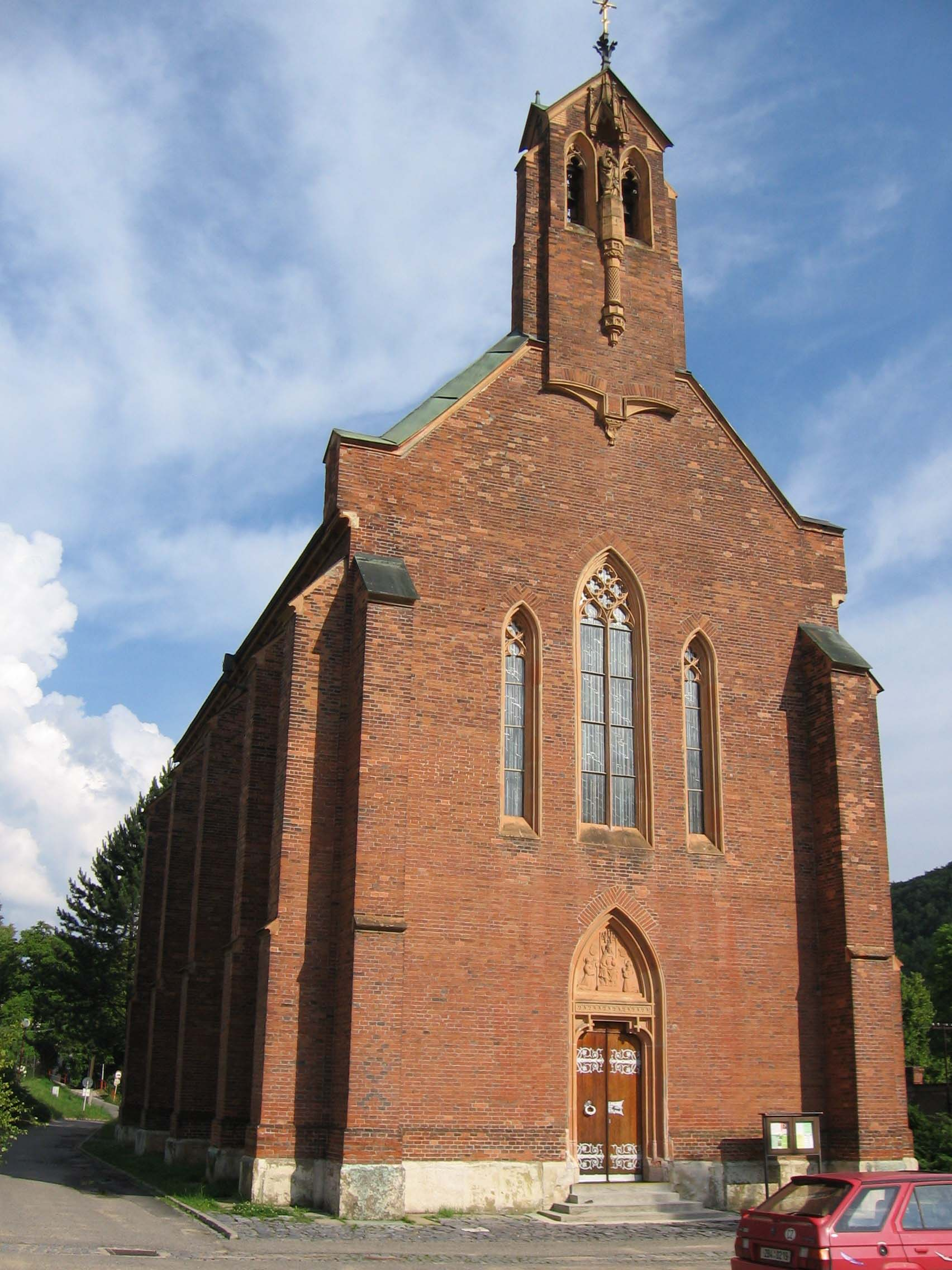
Kirche der hl. Barbara

Adamov (deutsch Adamsthal) ist eine Stadt im Okres Blansko in der Region Jihomoravský kraj (Tschechien).

## Geographie

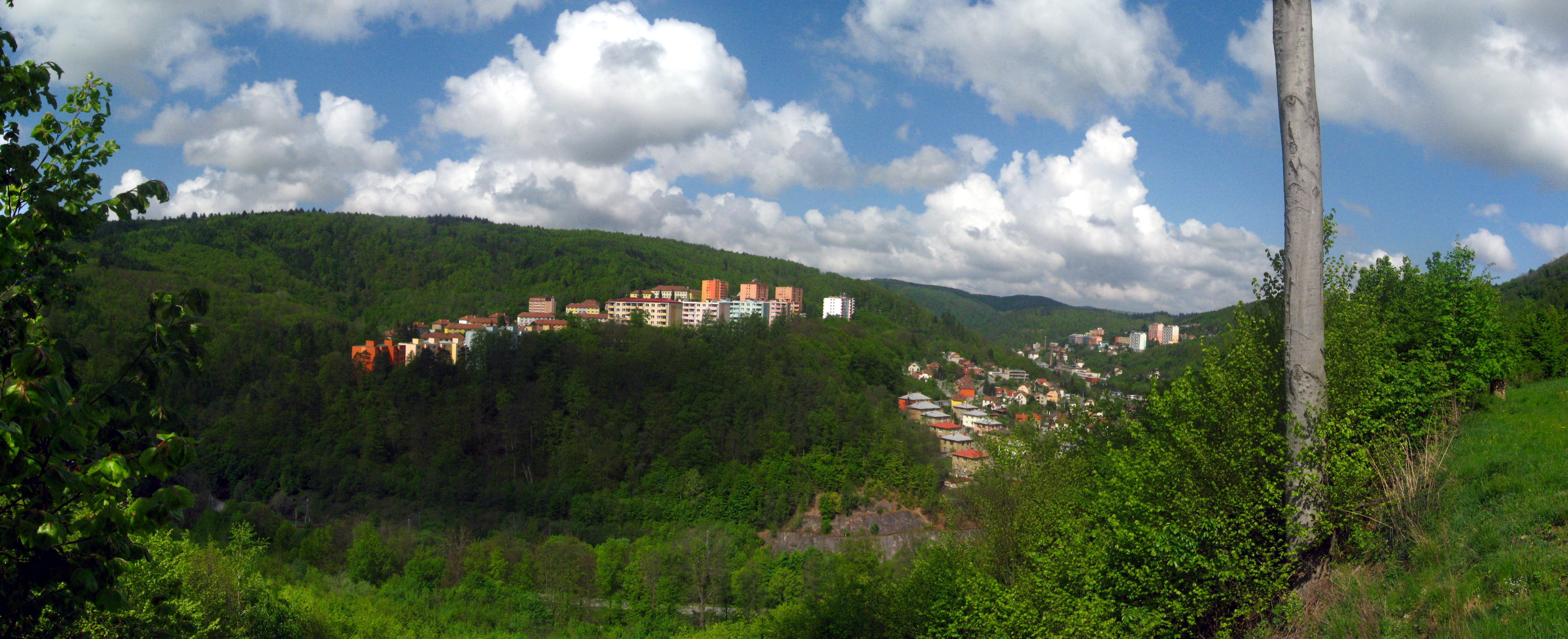
Adamov

Die Stadt liegt 13 Kilometer nördlich von Brno im Durchbruchstal des Flusses Svitava durch das Drahaner Bergland. Auf 308 Hektar, davon über die Hälfte bewaldet, leben 4538 Einwohner (1. Januar 2023). Adamov grenzt an Babice nad Svitavou, Bílovice nad Svitavou, Habrůvka, Olomučany und Vranov u Brna. In Adamov befindet sich ein Bahnhof an der Bahnstrecke Brno–Česká Třebová.

## Geschichte
Die Industriestadt steht seit 1360 in enger Verbindung mit der Metallverarbeitung. Die größte Entwicklung erlebte es im 15. Jahrhundert, als Hammerwerke immer mehr Arbeiter anzogen. Das Dorf hieß auch ursprünglich Althammer (Staré Hamry) und wurde 1732 unter Adam Josef Fürst von Liechtenstein, dem Eigentümer der Eisenwerke, in Adamsthal umbenannt. Seit dem 19. Jahrhundert wurde Adamsthal zu einem Zentrum des Maschinenbaus. Hier wurde 1888/89 der „Zweite Marcus Wagen“, eines der ältesten im Originalzustand erhaltenen Automobile, von der Firma Märky, Bromovsky & Schulz gebaut.
Nach dem Ersten Weltkrieg wurde hier unter anderem eine Rüstungsindustrie aufgebaut. Nach den 1990er Jahren wurde ein großer Teil der staatlichen Betriebe aufgelöst oder verkleinert.
Am 1. Juli 1964 wurde Adamov zur Stadt erhoben.

## Stadtgliederung
Für die Stadt Adamov sind keine Ortsteile ausgewiesen. Adamov besteht aus den Ansiedlungen Adamov I-Horka, Adamov II-Kolonie, Adamov III-Ptačina, Josefov und Huť Františka. Grundsiedlungseinheiten sind Adamov-střed, K Útěchovu, Kolonie, Průmyslový obvod und Ptačí svatyně.

## Bevölkerungsentwicklung
| Jahr      | 1869 | 1880 | 1890 | 1900 | 1910 | 1921 | 1930 | 1950 | 1961 | 1970 | 1980 | 1991 | 2001 | 2011 | 2021 |
| --------- | ---- | ---- | ---- | ---- | ---- | ---- | ---- | ---- | ---- | ---- | ---- | ---- | ---- | ---- | ---- |
| Einwohner | 902  | 953  | 728  | 792  | 816  | 998  | 1148 | 2090 | 3139 | 3787 | 5088 | 5089 | 4970 | 4591 | 4446 |

## Sehenswürdigkeiten
- Kirche der hl. Barbara (1854)

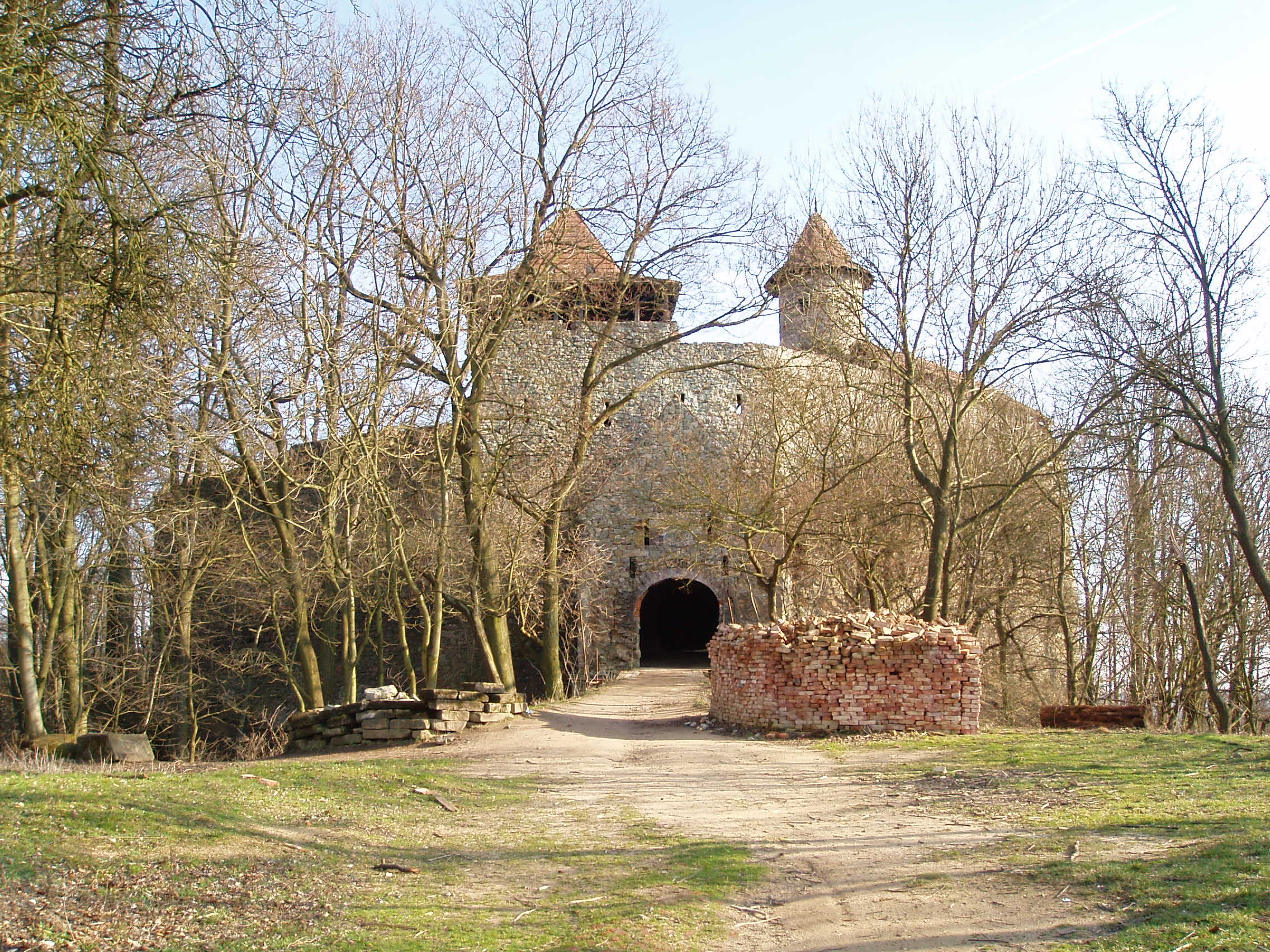
Burgruine Novi Hrad im Kreis (Okres) Blansko, nahe bei Adamov

- Der Zwettler Altar in der Barbarakirche (1516–1525)
- Eisenhütte Huť Františka im Josefovské údolí, Außenstelle des Technischen Museums in Brünn
- Höhle Býčí skála in Moravský kras mit Funden aus der Bronzezeit
- Neue Burg (1366) gegründet durch Boček z Kunštátu
- Ruine der Burg Ronov
- Aussichtsturm Alexandrovka
- Naturreservate Josefovské údolí, Jelení skok, Dřínová, Coufavá

## Persönlichkeiten
- Jan Fibich (* 1819; † 1882 in Adamov), Vater des Komponisten Zdeněk Fibich
- Anna Hubnerová (1860–1891), Schauspielerin in Brünn
- Johann Victor Krämer (1861–1949), Maler
- Antonín Schumann (1868–1936), Maler
- Robert Schoeller (* 1873 in Adamov; † 1950 in Wien), Großindustrieller in der Zuckerindustrie
- František Xaver Naske (1884–1959), Maler und Grafiker
- Josef Štěpán Maleček (* 1890 in Adamov; † 1983 in Prag), Maler
- František Pokorný (* 1902 in Adamov; † 1972 in Babice nad Svitavou), Künstler
- Zdeněk Kroupa (* 1922 in Adamov; † 1999), Opernsänger